# PureOS
PureOS é um sistema operacional GNU baseado no Debian com foco em privacidade e segurança. A distribuição usa o kernel Linux-libre e o ambiente de desktop GNOME ou KDE Plasma. É mantida pela Purism para uso nos notebooks Librem da empresa, bem como no smartphone Librem 5.
O PureOS foi projetado para incluir apenas software livre e está incluído na lista de distribuições livres do Linux publicada pela Free Software Foundation.

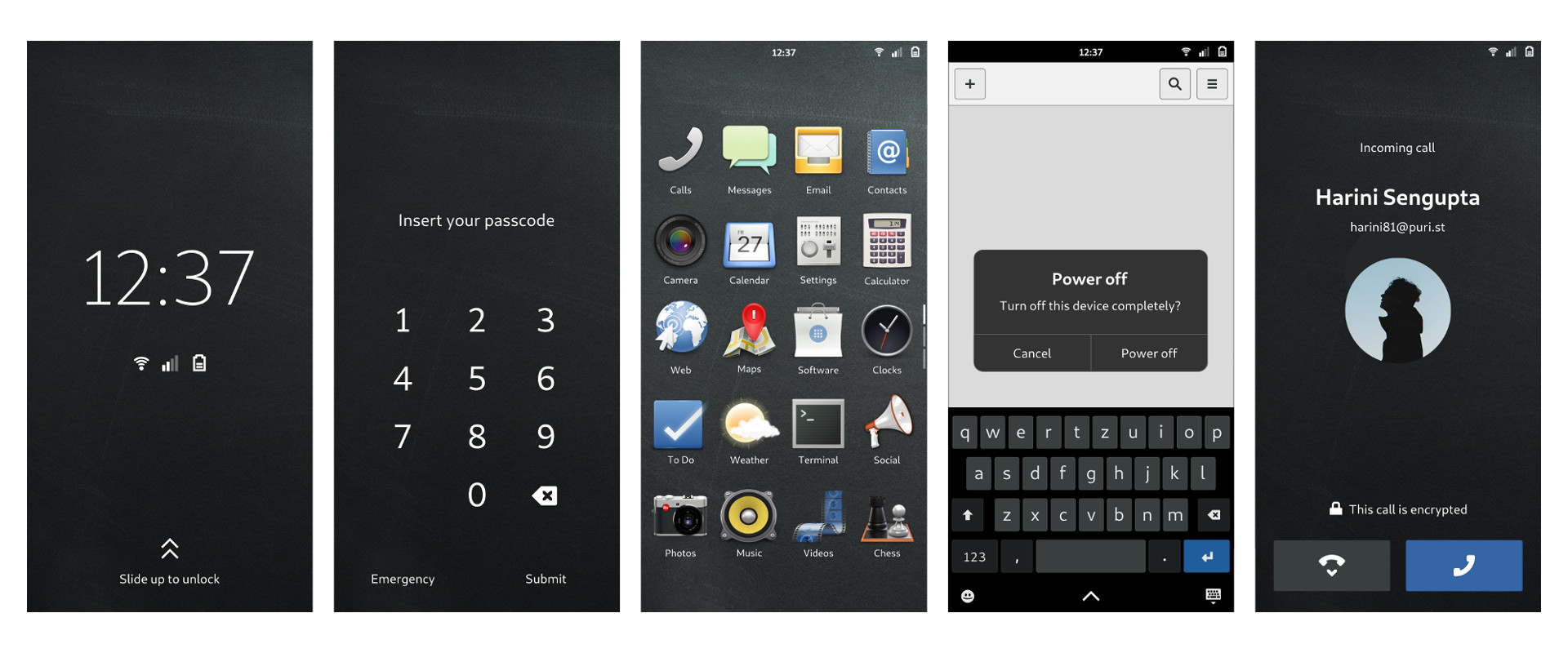
A interface móvel do PureOS, Phosh, o shell móvel do GNOME, desenvolvido pela Purism e GNOME (2018-05)